# Фантастичната четворка и Сребърния сърфист
„Фантастичната четворка и Сребърния сърфист“ (на английски: Fantastic Four: Rise of the Silver Surfer) е американски супергеройски филм от 2007 г. и е продължение на „Фантастичната четворка“ (2005).
Тези 2 филма са базирани на комиксовата поредица „Фантастичната четворка“ и са режисирани от Тим Стори. Във филма участват Йоан Гръфъд, Джесика Алба, Крис Евънс, Майкъл Чиклис, Джулиън Макмеън, Кери Уошингтън, Андре Брауър, Бо Гарет, Дъг Джоунс и Лорънс Фишбърн.
Филмът е третият игрален филм на Марвел с рейтинг PG след „Хауърд патицата“ и „Фантастичната четворка“.

## Актьорски състав
| Актьор          | Роля                               |
| --------------- | ---------------------------------- |
| Йоан Гръфъд     | Рийд Ричард / Господин Фантастичен |
| Джесика Алба    | Сюзън Сторм / Невидимата жена      |
| Крис Евънс      | Джони Сторм / Човекът-факла        |
| Майкъл Чиклис   | Бен Грим / Нещото                  |
| Джулиън Макмеън | Виктор Вон Дум / Доктор Дум        |
| Кери Уошингтън  | Алиша Мастърс                      |
| Андре Брауър    | Генерал Хагър                      |
| Лорънс Фишбърн  | Гласът на Сребърния сърфист        |
| Дъг Джоунс      | Сребърния сърфист                  |
| Бо Гарет        | Капитан Рей                        |
| Брайън Посен    | Сватбеният министър                |
| Зак Гринър      | Господин Шърман/Рафке              |

## В България
В България филмът е пуснат по кината на 10 август 2007 г. от Александра Филмс.
На 6 декември 2007 г. е издаден на DVD от Александра Видео.
На 2 септември 2012 г. е излъчен по bTV с български дублаж. Екипът се състои от:
| Озвучаващи артисти  | Лидия Михова Даниела Йорданова Николай Николов Стефан Сърчаджиев-Съра Илиян Пенев Владимир Колев |
| Преводач            | Полина Николова                                                                                  |
| Тонрежисьор         | Наталия Василева                                                                                 |
| Режисьор на дублажа | Тамара Войс                                                                                      |